# Claude Anet
Claude Anet (pseudonym för Jean Schopfer), född 28 maj 1868 i Morges Schweiz, död 9 januari 1931 i Paris, var en fransk författare och tennisspelare.

## Författaren
Claude Anet bodde under större delen av sitt vuxna liv i Frankrike och är känd för sina reseskildringar, romaner och skådespel. Särskilt populära blev hans skildringar från Persien och Ryssland under tiden för revolutionen. Dessa händelser utgjorde också bakgrund för berättelserna i hans romaner och skådespel som utspelades antingen på franska landsbygden eller i Ryssland. Anet gav också i bokform ut ett hyllningsporträtt till den franska tennisstjärnan Suzanne Lenglen.

## Litterära verk i urval (från tyska Wikipedia)
- Kleinstadt, 1901
- Les bergeries, 1904
- Ariane, 1920
- Lydia Sergijewna (Roman)
- Ende einer Welt (1926)
- Russische Frauen (berättelser)
- Eros i Ryssland (översatt till svenska 1923)
- Mayerling (baserad på Mayerlingdramat)

## Tenniskarriären
Som tennisspelare i Paris på 1890-talet uppträdde han under sitt egentliga namn Jean Schopfer. Han vann singeltiteln i Franska mästerskapen 1892, turneringen spelades då för andra året från starten. I finalen besegrade Schopfer engelsmannen Francis Louis Fassitt (uppgift om setsiffror saknas). Schopfer var i final också året därpå, men han besegrades då av fransmannen Laurent Riboulet.

## Grand Slam-titlar
- Franska mästerskapen
  - Singel - 1892